# Kroniek P

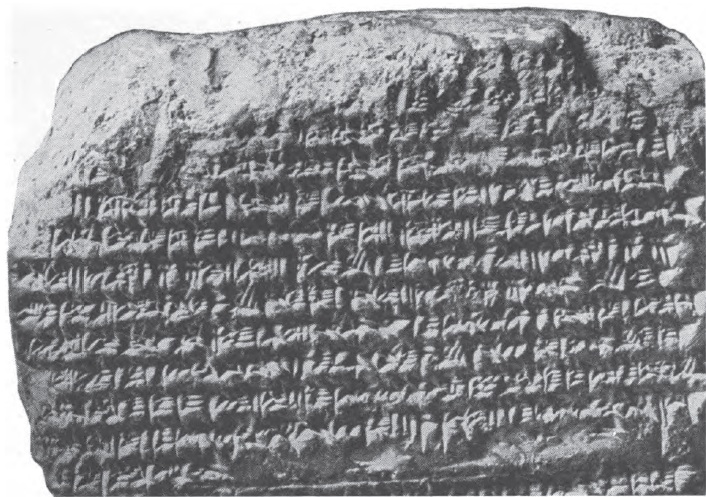
Een deel van Kroniek P

De Kroniek P is een document in spijkerschrift dat de gebeurtenissen in het Kassitische rijk Karduniaš beschrijft. Het document is van grote waarde voor de geschiedschrijving van die tijd ondanks een aantal nadelen. Het tablet werd in 1882 verworven door het British Museum (registratienummer 1882,0704.38)
Het is geschreven op een brokstuk van een groot kleitablet met twee kolommen op iedere zijde. Helaas is slechts een derde ervan leesbaar. Bovendien is de herkomst ervan niet bekend en er zitten kopieerfouten in. De datum ervan is ook niet bekend maar het is wel duidelijk dat het om een latere kopie gaat. De schrijver was een Babyloniër en de taal is Standaard Babylonisch.